# Шепентал Віктор Миколайович
Ві́ктор Микола́йович Шепента́л (1965—2014) — майор, Міністерство внутрішніх справ України, учасник російсько-української війни. Підполковник (посмертно).

## З життєпису
Народився 1965 року в місті Свалява (Закарпатська область). В армії почав з 1983 року; після закінчення строкової служби вступив до школи прапорщиків Ленінградського військового округу. Став помічником начальника продовольчої служби 244-го танкового полку 15-ї танкової дивізії. 1987 року призначений на посаду старшини роти матеріального забезпечення, згодом — старшини танкової роти.
1988 року вступив до Вольського вищого військового училища на спеціальність «Організація продовольчого забезпечення»; після закінчення розпочав службу у Збройних Силах України. З 2003 року перебував у запасі. 30 серпня 2014 року майор у відставці Віктор Шепентал добровільно вступає до лав ДПСУ.
Заступник коменданта оперативно-бойової комендатури з логістики, Чопський прикордонний загін.
10 жовтня 2014-го загинув біля Новотроїцького — під час руху колони Держприкордонслужби терористи здійснили обстріл зі стрілецької зброї. Тоді ж поранено 5 прикордонників. Згодом помер важкопоранений Роберт Кіс.
Вдома залишились дружина та донька. Похований 14 жовтня 2014-го у Сваляві.

## Нагороди і вшанування
За особисту мужність і героїзм, виявлені у захисті державного суверенітету та територіальної цілісності України, вірність військовій присязі під час російсько-української війни
- нагороджений орденом «За мужність» III ступеня (9.4.2015, посмертно)
- Його портрет розміщений на меморіалі «Стіна пам'яті полеглих за Україну» у Києві: секція 4, ряд 3, місце 32
- відзнака Президента України «За участь в антитерористичній операції» (посмертно)
- на його честь пойменовано вулицю у Сваляві[3]